# Membrana no unitaria

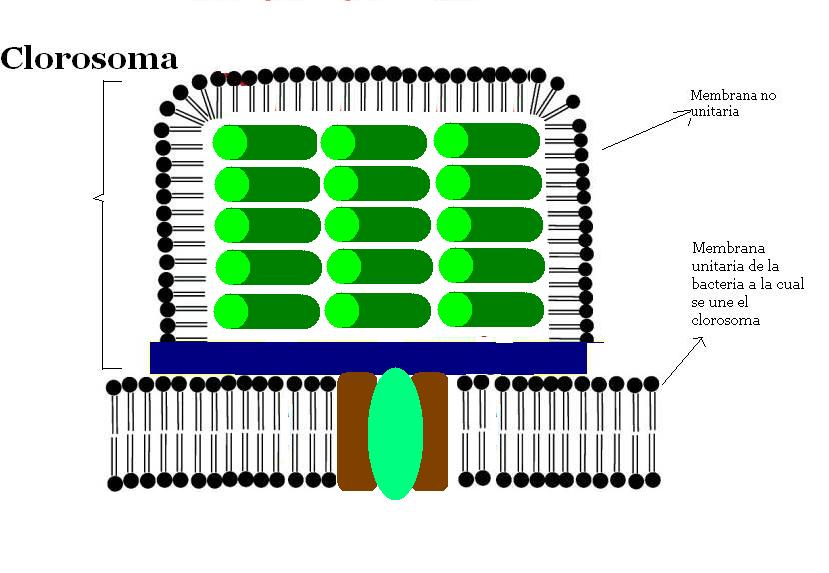
Clorosoma y su membrana no unitaria

La membrana no unitaria es una membrana biológica que difiere de la unitaria en que su estructura lipídica no está formada por una bicapa lipídica sino por una monocapa lipídica.
Esta monocapa, aparte de fosfolípidos, puede contener proteínas y glucoproteínas.
Se presenta formando la capa monolipídica que rodea algunas inclusiones bacterianas de reserva tales como los gránulos de poli-beta -hidroxialcanoatos y en ciertos orgánulos bacterianos como clorosomas (formada por galactolípidos y proteínas) magnetosomas (formada por fosfolípidos, proteínas y glicoproteínas) etc.